# Кантор, Норман
Норман Кантор (Norman F. (Frank) Cantor; 19 ноября 1929, Виннипег — 18 сентября 2004, Майами, Флорида) — канадский историк-медиевист. Доктор философии (1957), эмерит-профессор Нью-Йоркского университета, где был деканом Колледжа искусств и наук и работал с 1978 года. Перед тем являлся вице-канцлером в Университете Иллинойса. Заслуженный профессор Университета штата Нью-Йорк в Бингемтоне.

## Биография
Окончил Манитобский университет (1951), после чего перебрался в США. Получил магистерскую по истории (1953) и докторскую степени в Принстоне и провел год как стипендиат Родса в Оксфорде. В 1955 году начал свою преподавательскую карьеру в Принстоне, затем работал в Университете Джонса Хопкинса и (в 1960-1966) Колумбийском университете, а с середины 1960-х годов преподавал в Брандейском университете (до 1970 года именной профессор). Являлся вице-канцлером по академическим вопросам в Университете Иллинойса. С 1976 года — в Чикагском университете. В 1978 году присоединился к Нью-Йоркскому университету в качестве декана Колледжа искусств и наук, где проработал до 1981 года. Будет там эмерит-профессором истории, социологии и сравнительного литературоведения до 1999 года. Также состоял профессором имени Фулбрайта в Тель-Авивском университете. Номинировался на NBCC Award. Умер от сердечной недостаточности. Остались жена, дочь и сын, внук.
Автор Church, Kingship, and Lay Investiture in England, 1089—1135 (1958). В 1963 году выпустил получившую признание Medieval History: the Life and Death of a Civilization. В 1991 году книга была переиздана, обновленная и расширенная, под названием The Civilization of the Middle Ages — и считается одним из самых авторитетных введений в медиевистику.
Редактор Encyclopaedia of the Middle Ages (1999).

## Книги
- How to Study History (1967)
- The English: A History of Politics and Society to 1760 (1967)
- Renaissance Thought: Dante & Machiavelli (1969)
- Western Civilization: Its Genesis and Destiny (1970)
- The Age of Protest (1971)
- Perspectives on the European Past: Conversations with Historians (1971)
- The Medieval Reader (1974)
- Inventing the Middle Ages (1991)
- Medieval Lives: Eight Charismatic Men and Women of the Middle Ages (1995)
- The Sacred Chain: The History of the Jews (1995)
- The Jewish Experience: An Illustrated History of Jewish Culture and Society Including Short Stories, Essays, Novels, Biographies, Memoirs and Other First-Person Accounts (1996)
- The American Century: Varieties of Culture in Modern Times (1997)
- In the Wake of the Plague (2001)
- Inventing Norman Cantor: Confessions of a Mediaevalist (2002)
- The Last Knight: The Twilight of the Middle Ages and the Birth of the Modern Era (2004)
- Antiquity: From the Birth of Sumerian Civilization to the Fall of the Roman Empire (2004)
- Alexander the Great: Journey to the End of the Earth (Eminent Lives) (2005)